# Jörg Landvoigt
Jörg Landvoigt   (Brandenburg an der Havel, 23 de març de 1951) és un remer alemany, ja retirat, que va competir sota bandera de la República Democràtica Alemanya durant la dècada de 1970, un dels més llorejats de la història d'Alemanya. Juntament amb el seu germà Bernd formà una parella imbatible en la prova del doble scull. Plegats van disputar 180 curses, de les que sols en van perdre una.
El 1972 va prendre part en els Jocs Olímpics d'Estiu de Munic, on guanyà la medalla de bronze en la prova del vuit amb timoner del programa de rem. Quatre anys més tard, als Jocs de Montreal, guanyà la medalla d'or en la prova del dos sense timoner. El 1980, als Jocs de Moscou, revalidà la medalla d'or en la prova del dos sense timoner. Ambdues medalles d'or les aconseguí acompanyat del seu germà bessó Bernd Landvoigt.
En el seu palmarès també destaquen quatre medalles d'or al Campionat del Món de rem, entre les edicions de 1974 i 1979, i una medalla d'or al Campionat d'Europa de rem de 1973. També guanyà tres campionats nacionals, el 1974, 1978 i 1979.
Una vegada retirat va exercir d'entrenador de rem al seu club, SG Dynamo Potsdam, i més tard amb la selecció nacional júnior.